# Maya (M.I.A.)
Maya è il terzo album in studio della rapper M.I.A..

## Tracce
1. The Message – 0:57
2. Steppin Up – 4:01
3. XXXO – 2:54
4. Teqkilla – 6:20
5. Lovalot – 2:50
6. Story to Be Told – 3:32
7. It Takes a Muscle – 3:00
8. It Iz What It Iz – 3:29
9. Born Free – 4:07
10. Meds and Feds – 3:09
11. Tell Me Why – 4:11
12. Space – 3:08

Deluxe edition
1. Internet Connection − 2:49
2. Illygirl − 2:12
3. Believer − 3:11
4. Caps Lock − 3:58